# Речани (Горно Кичево)
Вижте пояснителната страница за други значения на Речани.
Речани (изписване до 1945 Рѣчани, на македонска литературна норма: Речани; на албански: Reçani) е село в западната част на Северна Македония, в община Кичево.

## География
Разположено е на Бачишката река в източните склонове на планината Бистра.

## История
В XIX век Речани е село в Кичевска каза на Османската империя. В „Етнография на вилаетите Адрианопол, Монастир и Салоника“, издадена в Константинопол в 1878 година и отразяваща статистиката на населението от 1873 година, Речани (Rétchani) е посочено като село с 6 домакинства с 28 жители българи.
Според статистиката на Васил Кънчов („Македония. Етнография и статистика“) в 1900 година Рѣчани Заясъ има 45 жители българи.
На Етнографската карта на Битолския вилает на Картографския институт в София от 1901 година Речани Заяс е чисто българско село в Кичевската каза на Битолския санджак със 7 къщи.
Цялото население на селото е под върховенството на Българската екзархия. По данни на секретаря на екзархията Димитър Мишев („La Macédoine et sa Population Chrétienne“) в 1905 година в Речени има 16 българи екзархисти.
След Междусъюзническата война в 1913 година селото попада в Сърбия.
На етническата си карта на Северозападна Македония в 1929 година Афанасий Селишчев отбелязва Заяско Речани като българско село.
Според преброяването от 2002 година Речани има 101 жители.
| Националност | Всичко |
| македонци    | 0      |
| албанци      | 100    |
| турци        | 0      |
| роми         | 0      |
| власи        | 0      |
| сърби        | 0      |
| бошняци      | 0      |
| други        | 1      |

От 1996 до 2013 година селото е част от община Заяс.